# Мишовиді
Мишовиді, мишовидні, мишаки, мишоподібні (Myomorpha) — підряд із ряду мишоподібних (Rodentia) надряду гризунів (Glires), що включає приблизно чверть від усіх сучасних видів ссавців.

## Назви
Відповідно до Міжнародного кодексу зоологічної номенклатури, науковою назвою таксона є назва, подана латиною. Попри те, що дія зоологічного кодексу (на відміну від ботанічного) поширюється тільки до рівня надродин, науковці намагаються послуговуватися у систематичних оглядах саме латиною.
Існує кілька визначень і відповідних позначень обсягу підряду. У найпоширенішій версії — нетипіфікована, але уніфікована назву Myomorpha («mys» — одна з назв мишей). Цю описову назву і відповідний таксон протиставляють до Sciuromorpha, Hystricomorpha, Gliromorpha та ін. Типіфікованою назвою, що є відповідником Myomorpha, є назва Murimorpha (Mus / мн. mures — миша / миші).
Існує кілька вернакурядних назв цієї систематичної групи.
Одна з відомих назв підряду — мишовидні. Підряд нерідко називають назвою ряду — як Мишоподібні (наприклад,).
Найчастіше вернакурядні назви «мишоподібні» та «мишовидні» використовують без таксономічного змісту, а як назву екоморфологічного типу «дрібних гризунів, подібних до мишей». У такому побутовому розумінні до групи включають дрібнорозмірних Muridae, дрібнорозмірних Cricetidae та дрібнорозмірних Arvicolidae, натомість сліпаків, вивірок, ховрахів, бабаків, ондатр та ін. — не включають.

## Морфологія
Група відрізняється від суміжних (зокрема, вивірковидих, їжатцевидих тощо) за низкою особливостей у будові щелепи та кутніх зубів.

## Найвідоміші представники

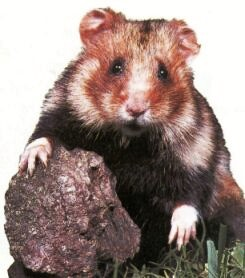
Хом'як звичайний (Cricetus cricetus)

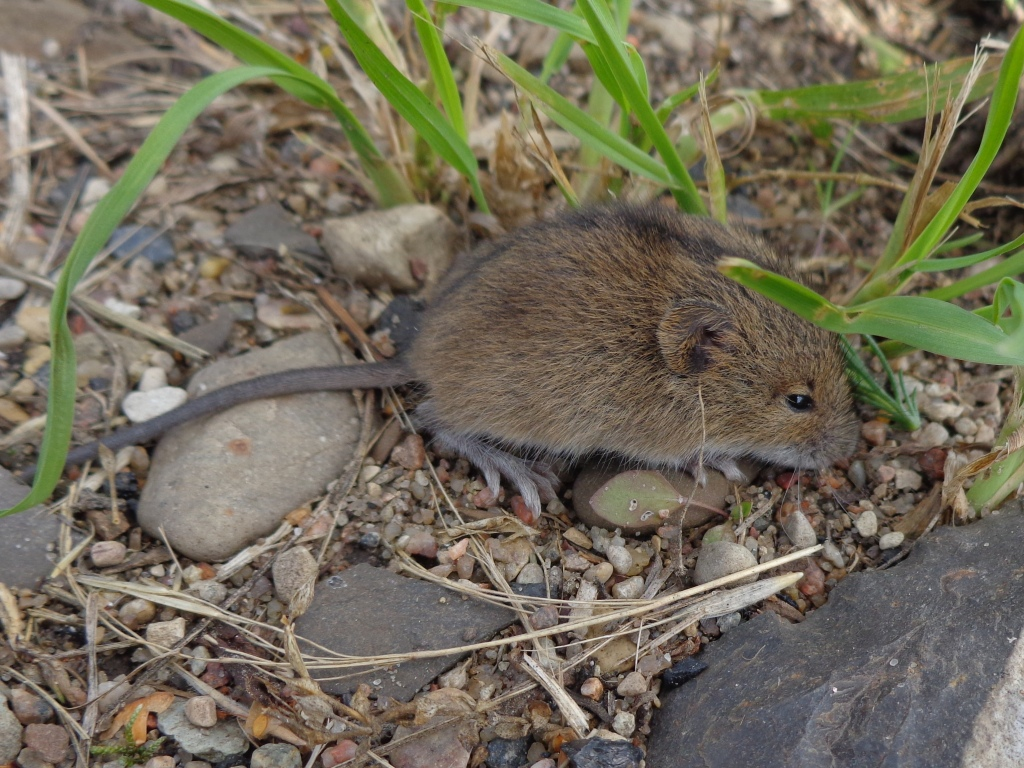
мишівка лісова (Sicista betulina)

Включає більшість відомих родин дрібних гризунів, у тому числі родини мишевих, піщанкових, хом'якових, щурових і сліпакових. Більшість мишовидих — переважно нічні і рослиноїдні тварини.
Найвідомішими представниками цього підряду у фауні України є
- миша (Mus) з родини мишові (Muridae),
- щур (Arvicola) з родини щурові (Arvicolidae),
- сліпак (Spalax) з родини сліпакові (Spalacidae),
- хом'як (Cricetus) з родини хом'якові (Cricetidae).

## Родини
Всього підряд вміщує 9 родин, 355 родів, 1854 видів:

### НадродинаDipodoidea
- Родина Dipodidae (стрибакові) — 14 родів, 38 видів

- Підродина Allactaginae
- Підродина Cardiocraniinae
- Підродина Dipodinae
- Підродина Euchoreutinae

- Родина Sminthidae (мишівкові) — 1 рід, 19 видів
- Родина Zapodidae (заподові) — 3 роди, 11 видів

### НадродинаMuroidea
- Родина Calomyscidae (каломіскусові) — 1 рід, 8 видів

- Родина Cricetidae (хом'якові) — 144 роди, 831 вид

- Підродина Arvicolinae
- Підродина Cricetinae
- Підродина Neotominae
- Підродина Sigmodontinae
- Підродина Tylomyinae

- Родина Muridae (мишеві) — 161 рід, 842 види

- Підродина Deomyinae
- Підродина Gerbillinae
- Підродина Leimacomyinae
- Підродина Lophiomyinae
- Підродина Murinae

- Родина Nesomyidae (незомієві) — 22 роди, 71 вид

- Підродина Cricetomyinae
- Підродина Delanymyinae
- Підродина Dendromurinae
- Підродина Mystromyinae
- Підродина Nesomyinae
- підродина Petromyscinae

- Родина Platacanthomyidae — 2 роди, 6 видів

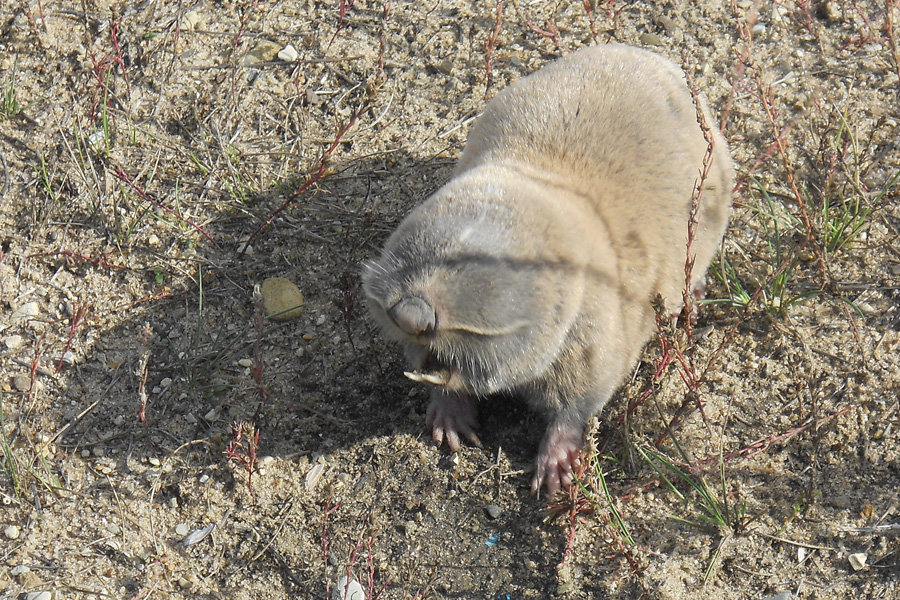
Spalax microphthalmus

- Родина Spalacidae (сліпакові) — 7 родів, 28 видів

- Підродина Myospalacinae
- Підродина Rhizomyinae
- Підродина Spalacinae